# Dmitrij Balandin
Dmitrij Igorevič Balandin (in alfabeto cirillico Дмитрий Игоревич Баландин; Alma Ata, 4 aprile 1995) è un ex nuotatore kazako specializzato nella rana, campione olimpico alle Olimpiadi 2016 nei 200m rana e detentore dei record nazionali nei 100 e 200 metri.

## Biografia
Nativo di Alma Ata, nel Kazakistan, Dmitrij Balandin fin dall'infanzia pratica il nuoto; studia scienze motorie e sportive presso l'Università Nazionale Kazaka. La sua carriera sportiva inizia all'età di 12 anni quando viene incoraggiato dagli istruttori a intraprendere l'attività agonistica. Dal 2010 è sotto la guida tecnica di Alexey N. Kazakov e V.T. Rybchenko.
Nel 2012 debutta ai Campionati asiatici di Dubai, nuotando in tutte le distanze della rana. Raggiunge la finale dei 100 m e 200 m, mentre nella distanza più breve si ferma alle semifinali. Nel mese di dicembre, prende parte anche ai mondiali in vasca corta. Il suo miglior piazzamento è il quindicesimo posto nei 200 m rana.
Nel 2013 gareggia ai mondiali di Barcellona, fermandosi alle batterie sia nei 100 m che nei 200 m rana. Lo stesso anno subisce un intervento al ginocchio destro che lo costringe a fermarsi per un'intera stagione. Infine, ai mondiali giovanili di Dubai, arriva in finale nei 100 m e 200 m rana, mentre non supera la fasi eliminatorie nei 50 m.
Nel 2014 partecipa ai Giochi asiatici di Incheon in Corea del Sud. Si rivela essere, inaspettatamente, un contendente alle medaglie in tutte e tre le distanze della rana. Vince la prima medaglia d'oro nei 200 m rana in 2'07"67, che gli vale il terzo tempo mondiale dell'anno. In questa distanza stabilisce anche il nuovo record dei Giochi togliendolo all'olimpionico Kōsuke Kitajima, il quale lo deteneva dall'edizione del 2002. Il giorno seguente vince il secondo oro nei 100 m conclusi in 59"92, stabilendo il record dei Giochi e il nuovo primato nazionale (precedente di Vlad Polyakov nel 2009). Il suo terzo oro arriva nei 50 m vinti in 27"78 con il nuovo record dei Giochi.
Ai Giochi olimpici Balandin stupisce tutti ottenendo l'oro nei 200 m rana col tempo di 2'07"46. Diventa il primo atleta a vincere una medaglia d'oro ai giochi Olimpici per il Kazakistan.

## Progressione
| Vasca da 50 metri | Vasca da 50 metri | Vasca da 50 metri |      | Vasca da 25 metri | Vasca da 25 metri | Vasca da 25 metri | Vasca da 25 metri |
| ----------------- | ----------------- | ----------------- | ---- | ----------------- | ----------------- | ----------------- | ----------------- |
| 200 m rana        | 100 m rana        | 50 m rana         | Anno | 50 m rana         | 100 m rana        | 200 m rana        |                   |
| 2'17"06           | 1'02"75           | 30"01             | 2012 | 28"36             | 1'01"74           | 2'09"07           |                   |
| 2'13"53           | 1'01"43           | 28"59             | 2013 | -                 | -                 | -                 |                   |
| 2'07"67           | 59"92             | 27"78             | 2014 | -                 | -                 | -                 |                   |
| -                 | 59"38             | 27"24             | 2015 | -                 | -                 | -                 |                   |

* I tempi ottenuti in vasca corta si riferiscono al periodo settembre (circa) - agosto (circa), quindi i risultati ottenuti tra settembre e dicembre di un anno solare vanno conteggiati con quelli dell'inizio dell'anno successivo. Ad esempio, i tempi ottenuti da settembre 2014 fino a dicembre 2014 fanno parte dell'anno 2015.

## Palmarès

### Competizioni internazionali
| Anno | Manifestazione  | Sede           | Evento       | Risultato | Prestazione | Note             |
| ---- | --------------- | -------------- | ------------ | --------- | ----------- | ---------------- |
| 2014 | Giochi asiatici | Incheon        | 50 m rana    | Oro       | 26"78       |                  |
| 2014 | Giochi asiatici | Incheon        | 100 m rana   | Oro       | 59"92       |                  |
| 2014 | Giochi asiatici | Incheon        | 200 m rana   | Oro       | 2'07"67     |                  |
| 2015 | Universiadi     | Gwangju        | 50 m rana    | Bronzo    | 27"47       |                  |
| 2015 | Universiadi     | Gwangju        | 100 m rana   | Oro       | 59"96       |                  |
| 2016 | Giochi olimpici | Rio de Janeiro | 200 m rana   | Oro       | 2'07"46     |                  |
| 2017 | Universiadi     | Taipei         | 100 m rana   | Bronzo    | 1'00"17     |                  |
| 2017 | Universiadi     | Taipei         | 200 m rana   | Argento   | 2'09"70     |                  |
| 2018 | Giochi asiatici | Giacarta       | 50 m rana    | Bronzo    | 27"46       |                  |
| 2018 | Giochi asiatici | Giacarta       | 100 m rana   | Bronzo    | 59"39       |                  |
| 2018 | Giochi asiatici | Giacarta       | 4x100m misti | Bronzo    | 3'35"62     | Record nazionale |

## Riconoscimenti
- Master of Sport of International Class (premio nazionale)[1]